# Mattole (langue)
Le mattole, ou mattole-bear river, est une langue athapascane de la côte pacifique anciennement parlée par les Mattole (en) et les Bear River Band (en).